# Alexsandro Melo
Alexsandro Melo, född 26 september 1995, är en friidrottare från Brasilien. Han deltog vid olympiska sommarspelen 2020.